# 시력 검사

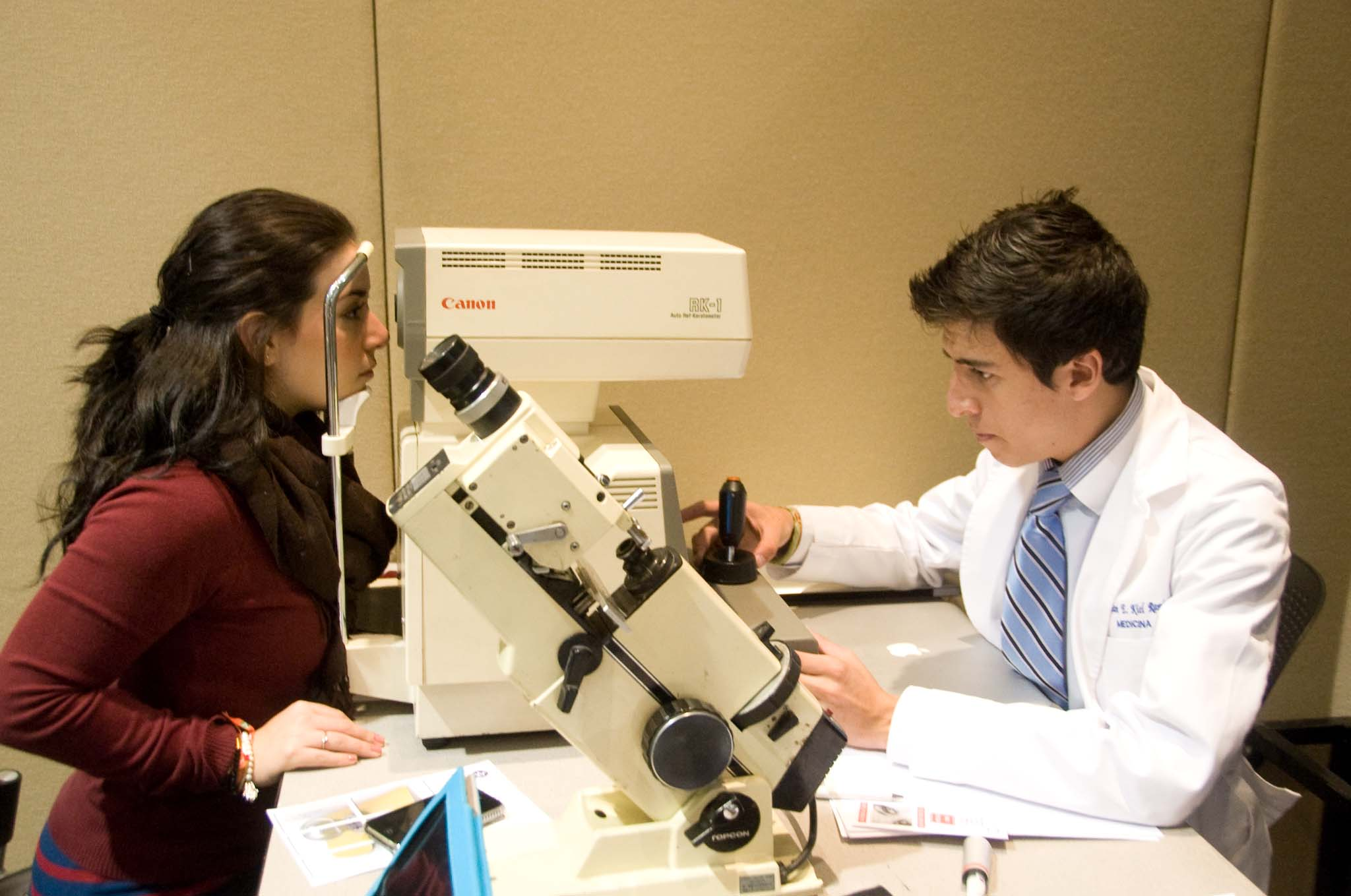
멕시코 몬테레이 공과대학교에서 검안을 하고 있는 의대생

시력 검사(視力檢査, 영어: eye examination) 또는 검안(檢眼)은 안과 의사가 시력 및 초점 능력 등을 검사함으로써 눈을 진단하는 일련의 테스트이다. 여기에는 눈과 관련된 기타 검사도 포함된다. 눈 검사는 주로 검안사나 안과의사가 수행한다. 특히 많은 안과 질환은 증상이 없기 때문에 의료 전문가는 모든 사람에게 일상적인 일차 진료의 일환으로 정기적이고 철저한 안과 검사를 받아야 한다고 권장하는 경우가 많다.
눈 검사를 통해 잠재적으로 치료 가능한 실명 질환, 전신 질환의 안구 증상, 종양 징후 또는 기타 뇌 이상을 발견할 수 있다.
눈 전체 검사는 외부 검사, 시력, 동공 기능, 안구 근육 운동성, 시야, 안압 및 확장된 동공을 통한 검안경 검사에 대한 특정 검사로 구성된다.
최소한의 눈 검사는 시력, 동공 기능, 안구 근육 운동성에 대한 검사와 확장되지 않은 동공을 통한 직접 검안경 검사로 구성된다.

## 기본 검사
- 눈계측(optometry, 안계측)
- 시력
- 굴절
- 동공 기능
- 시각 운동성
- 시야 검사
- 틈새등을 이용한 검사
- 안압
- 망막 검사

## 같이 보기
- 시력검사표
- 시력
- 눈병